# HD 240430

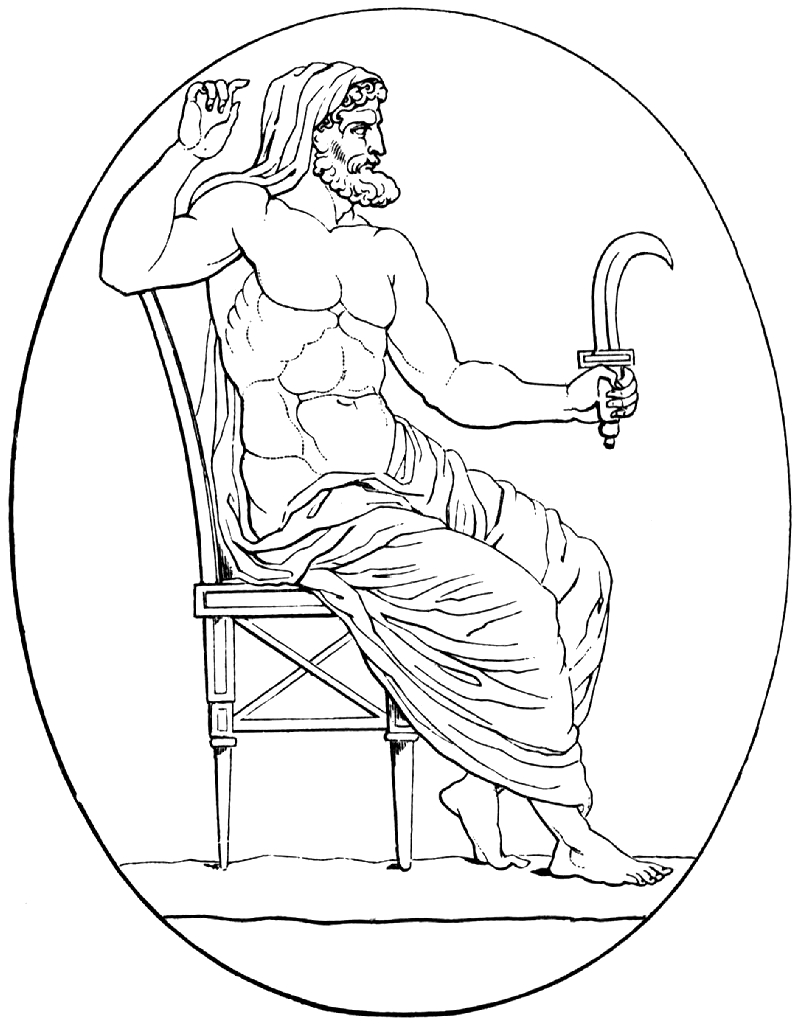
titán Kronos

HD 240430 (přezdívaná Kronos) je hvězda hlavní posloupnosti spektrální třídy G (tzv. žlutý trpaslík), tvořící s hvězdou HD 240429 (přezdívaná Krios) dvojhvězdu v souhvězdí Kasiopeji. Pojmenovaná je podle titána Krona z řecké mytologie, který pojídal své děti. Binární soustava je vzdálená asi 350 světelných let od Slunce. Obě složky dvojhvězdy kolem sebe obíhají okolo společného těžiště jednou za 10 tisíc let. Této hvězdě se věnují astronomové z Princetonské univerzity, kteří tvrdí, že za 4 miliardy let své existence pozřela přes tucet planet z vnitřní části svého systému.

## Původ
Obě hvězdy jsou velmi podobné Slunci, ale jsou mladší. Pomoci spektrografu HIRES se podařilo jejich stáří odhadnout na 4 miliardy let. Pokud mají obě hvězdy stejné stáří, je možné předpokládat, že vznikly současně z jednoho mezihvězdného oblaku a tudíž by měly mít podobné složení (konkrétně prvky těžší než helium). Kronos ale má větší obsah některých prvků, jako je hořčík nebo železo, a také výrazně více lithia. Je také možné, že obě hvězdy vznikly samostatně z jiných mračen o jiném složení a později se gravitačně zasnoubily. Je zde ale i další scénář. Kronos mohl v minulosti pozřít kamennou planetu nebo spíše několik planet. Podle složení Kronosu odhadli vědci celkovou hmotnost planet na zhruba 15 Zemí.